# Vlašić (montagne de Serbie)
Pour les articles homonymes, voir Vlašić.
Le mont Vlašić (en serbe cyrillique : Влашић), encore appelé Vlašić planina (Влашић планина), est une montagne de l'ouest de la Serbie. Il s'élève à une altitude de 447 m.
Le mont Vlašić fait partie des montagnes péri-pannoniennes ou prédinariques.